# SN 2008D
Az SN 2008D szupernóva, melyet Alicia Soderberg és Edo Berger (Princeton University) a NASA Swift űrtávcsövével fedezett fel 2008. január 9-én, robbanásának első pillanataiban, mert közben a szintén az NGC 2770 spirálgalaxisban halványulófélben lévő SN 2007uy röntgensugárzását észlelték.
Így, először a szupernóvák történetében, sikerült megfigyelni azt a mindössze 5 másodpercig tartó röntgenfelvillanást, amely az összeomló csillagmagból kiinduló lökéshullám felszínre érését (és a csillagfelszín gyors felizzását) jelzi. (A látható fény tartományában végzett megfigyelések a robbanás által ledobott gázburok és a csillag korábban kifújt anyagának ütközését, és ebből következő felizzását látják csak.) Ez a csillag felrobbanásának első, kívülről látható eseménye, de megelőzi a mag összeroppanásakor elinduló neutrínózápor (azt az SN 1987A esetében sikerült észlelni) és gravitációs hullámok (ezek észlelésére napjainkban és az elkövetkező évtizedekben komoly erőfeszítéseket terveznek).
A szupernóva, színképének elemzése alapján aszimmetrikus volt. Magyar csillagászok, Sárneczky Krisztián és Kereszty Zsolt is észlelték a fényesedő szupernóvát, órákkal maradva csak le az első optikai észlelésektől.

## Külső hivatkozások
- Sonderberg, Alicia (2008. 11). „X Rays Mark the Spot: A Newborn Supernova”. Sky & Telescope 116 (No. 5), 26-31. o. (Hozzáférés: 2009. szeptember 17.)
- (2008) „An extremely luminous X-ray outburst at the birth of a supernova”. Nature 453 (7194), 469–474. o. DOI:10.1038/nature06997.